# Blancoa (aranha)
Blancoa é um género de aranhas araneomorfas da família Pholcidae. As espécies que integram o género são  endémicas da Venezuela. O nome genérico é uma homenagem ao poeta  Andrés Eloy Blanco.

## Lista de espécies
Segundo o The World Spider Catalog o género integra as seguintes espécies:
- Blancoa guacharo Huber, 2000
- Blancoa piacoa Huber, 2000